# Restaurateur d'art
Pour les articles homonymes, voir Restaurateur.
Ne doit pas être confondu avec Restaurateur (gastronomie).

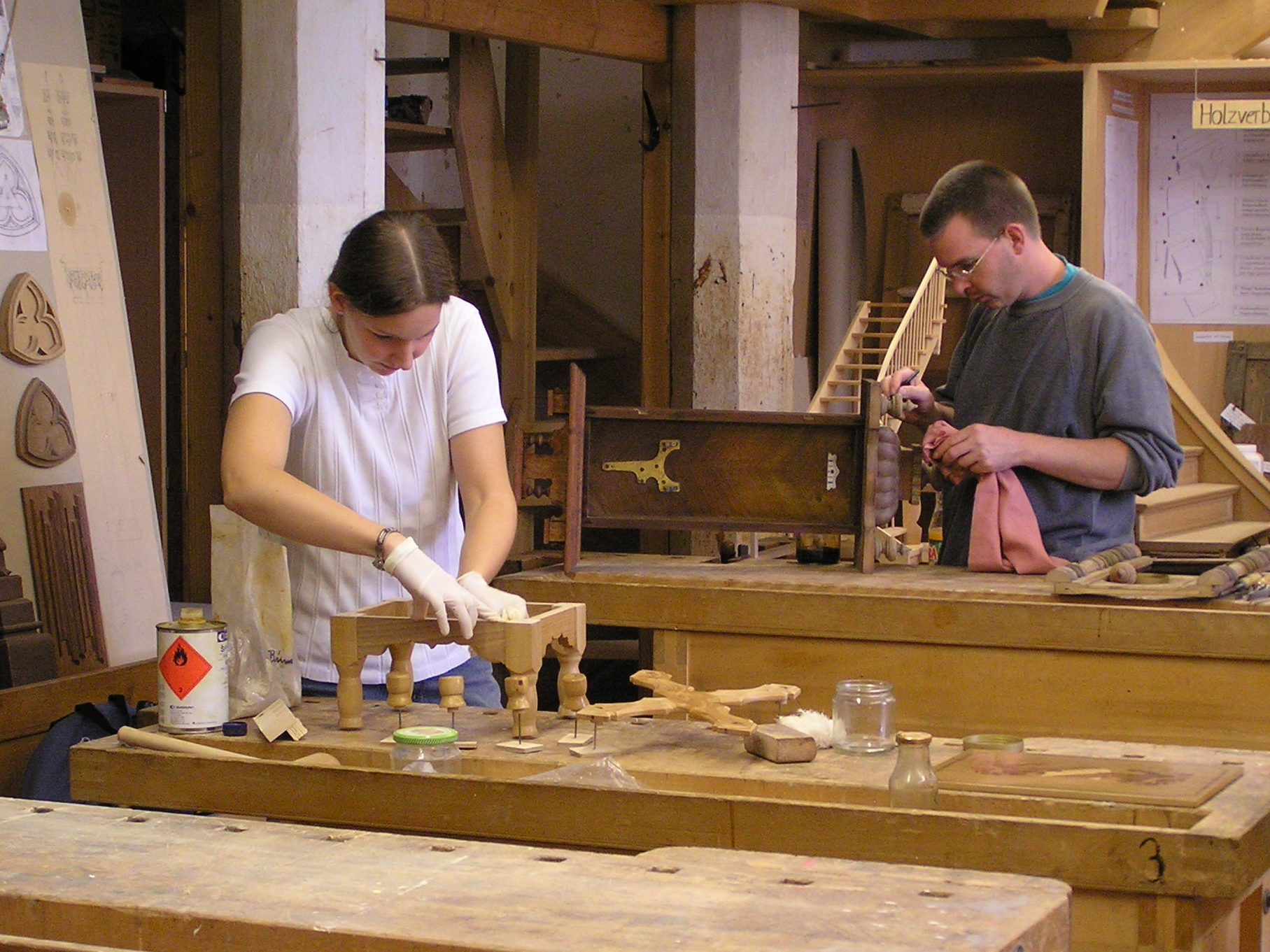
Des restaurateurs au travail

Le restaurateur se préoccupe de la conservation architecturale ou muséographique et de la restauration, ainsi que du recueil scientifique et technologique des biens artistiques et culturels. 
On distingue les restaurateurs spécialisés dans les matériaux (papier, peinture murale ou textile) et les restaurateurs spécialisés dans l'art (objets ethnologiques ou artisanaux).
Le restaurateur est un travailleur indépendant ou un employé du secteur public, par exemple dans un musée ou une administration de monuments.

## Profil de la profession

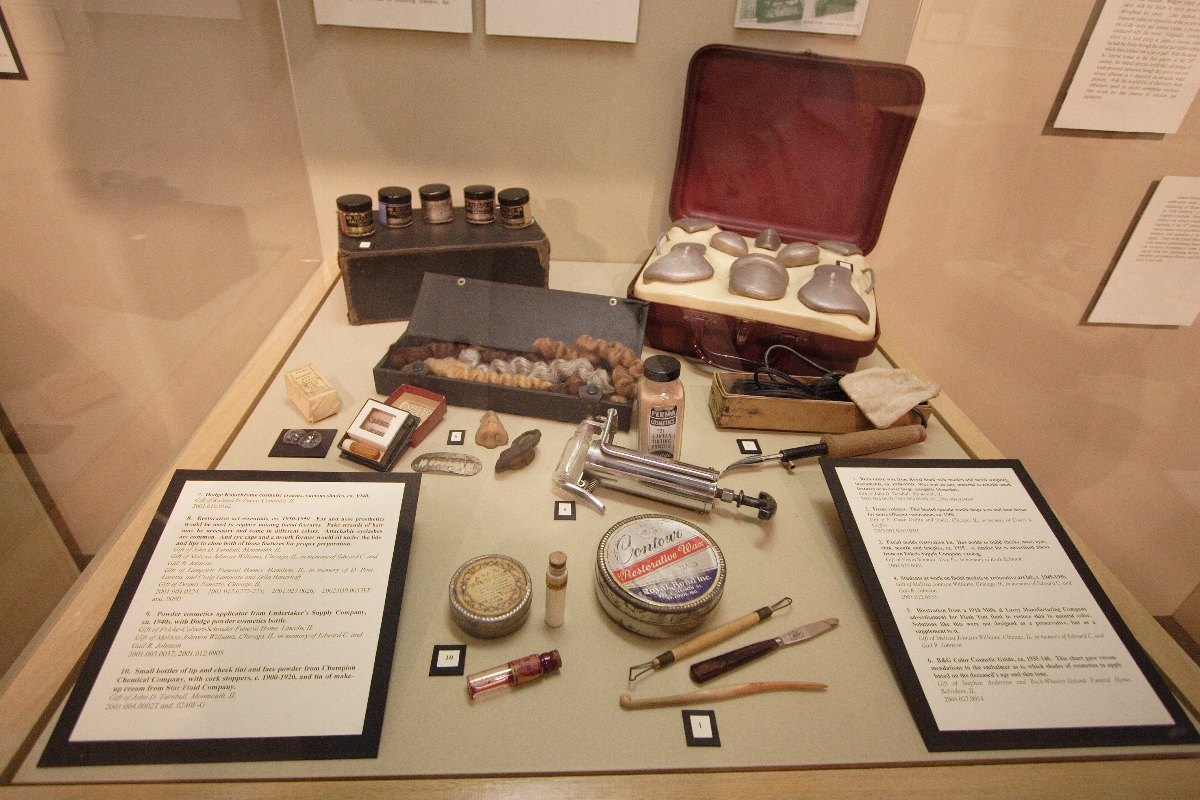
Trousse à outils d'un restaurateur (Museum of Funeral Customs, Springfield, Illinois, 2006)

L'activité du restaurateur est principalement consacrée à la conservation de l'art et du patrimoine culturel. Ce travail se caractérise par le respect de l'original et de son histoire. Toutes les méthodes de travail doivent être douces, réversibles et compréhensibles.
Le mot « restaurateur » fait référence au modèle du restaurateur italien. La première fondation scientifique a été établie par Cesare Brandi, fondateur et directeur de longue date de l'Istituto superiore per la conservazione ed il restauro à Rome. La simulation de l'authenticité ne fait pas partie de la pratique professionnelle du restaurateur.
La conservation préventive permet de créer des conditions environnementales qui n'endommagent pas l'objet d'art : la maîtrise du climat ambiant (température, humidité et irradiation lumineuse). Afin de préserver les œuvres d'art, il est essentiel de respecter ces conditions : lors de leur transport, ainsi que pendant et après la conservation ou la restauration.

### Métiers de la conservation des monuments historiques
Les métiers d'artisanat les plus importants pour la préservation des édifices monuments historiques sont :
- Maçon
- Charpentier
- Plâtrier
- Peintre en bâtiment
- Menuiser
- Vitrier
- Tailleur de pierre et sculpteur de pierre
- Sculpteur de bois
- Parquetier
- Doreur
- Décorateur d'intérieur
- Forgeron

La restauration d'objets fera elle appel à d'autres métiers : 
- orfèvre
- bijoutier
- tapissier

### Centres de formation
L'école TALM est un établissement public de coopération culturelle (EPCC) implanté sur trois villes (Tours, Angers et Le Mans). L'école dispense une formation en Conservation-restauration des biens culturels qui habilite les conservateurs-restaurateurs diplômés à effectuer des actes de conservation-restauration sur les biens des collections des musées de France publiques (loi No 2002 – 5 du 4 janvier 2002 relative aux musées de France, décret No 2002 – 628 du 25 avril 2002, article 13, articles 15 à 25).
D'autres centres de formation sont proposés sur la page Restauration (art).